# جفلة
جفلة أو تشفالا ديانا (بالإيطالية: Cefalà Diana)‏ هي بلدية في مقاطعة باليرمو في صقلية الإيطالية.

## السكان
في سنة 1861 بلغ عدد السكان 787 نسمة، وتطور العدد ليصل في سنة 2011 لـ 1٬007 نسمة.
يظهر هذا المخطط البياني تطور النمو السكاني لـ تشفالا ديانا